# Lactarius amarus
Lactarius amarus är en svampart som beskrevs av R. Heim 1938. Lactarius amarus ingår i släktet riskor och familjen kremlor och riskor.   Inga underarter finns listade i Catalogue of Life.